# Booienhoven
Booienhoven is een dorp in de Belgische provincie Vlaams-Brabant. Samen met Halle vormt het Halle-Booienhoven, een deelgemeente van Zoutleeuw. Booienhoven ligt in het noordoosten van de deelgemeente. De dorpskern van Booienhoven vormt grotendeels een lint tussen Wilderen en het centrum van Zoutleeuw.

## Geschiedenis
Op 13 december 1378 werd in het dorp het bestand van Booienhoven getekend, een wapenstilstand in de toen al 174 jaar slepende Luiks-Brabantse oorlogen. Uiteindelijk bleek deze wapenstilstand het definitieve einde van de oorlog, maar een officieel vredesverdrag is nooit gesloten.
Op de Ferrariskaart uit de jaren 1770 is het dorp weergegeven als Boyenhove, gelegen in het Prinsbisdom Luik, op de grens met het Hertogdom Brabant.
Op het eind van het ancien régime werd Booienhoven een gemeente. In 1822 werd de gemeente al opgeheven en samengevoegd met Halle tot de nieuwe gemeente Halle-Booienhoven.

## Bezienswaardigheden
- De Sint-Odulphuskerk

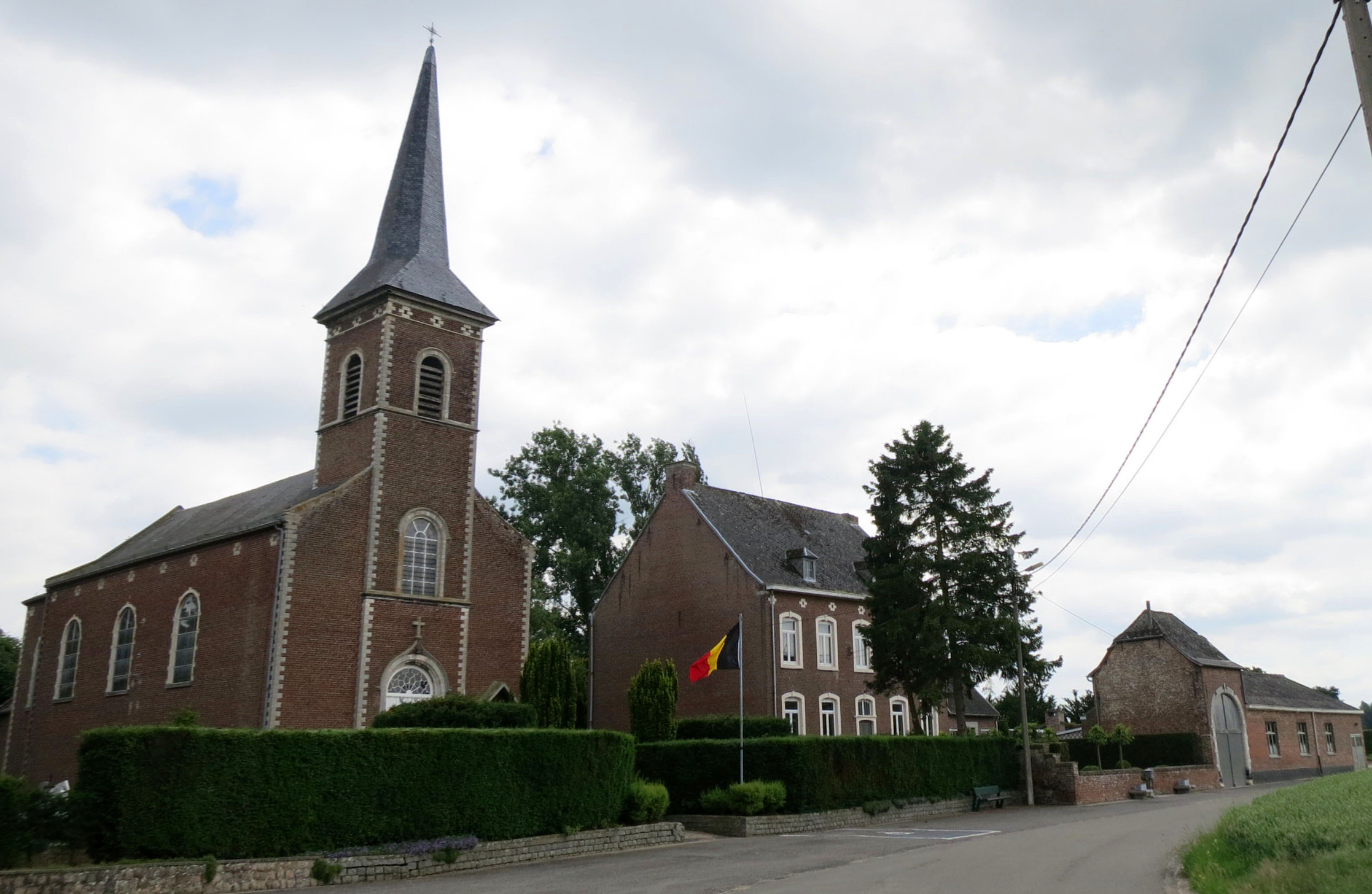
Kerk, pastorie en hoeve
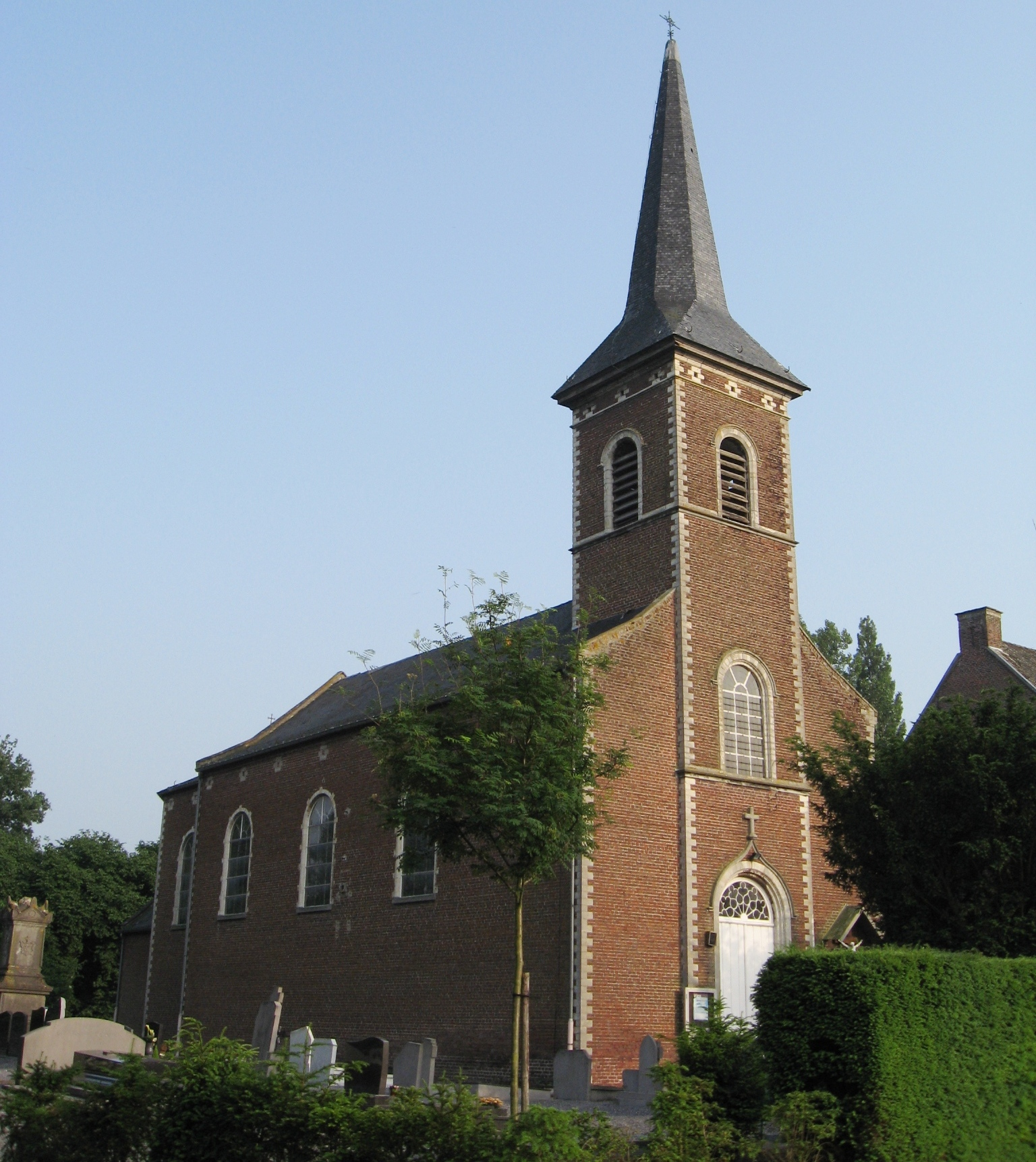
Sint-Odulphuskerk
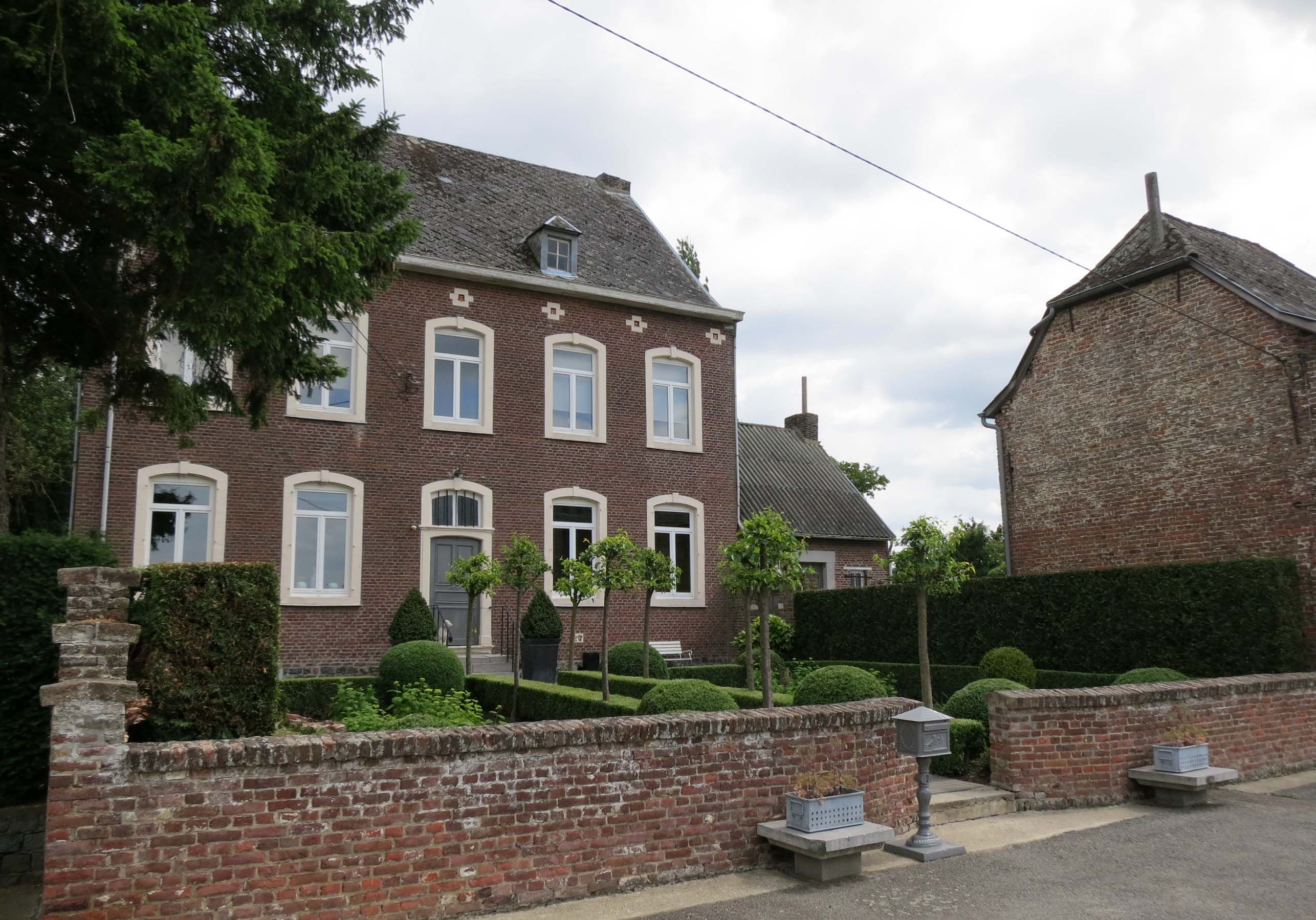
Voormalige pastorie

## Natuur en landschap
De kerk van Booienhoven ligt op een hoogte van 40 meter. Het landschap is betrekkelijk vlak.

## Nabijgelegen kernen
Halle, Zoutleeuw, Wilderen, Duras
Deelgemeenten: Budingen · Dormaal · Halle-Booienhoven · Helen-Bos · Zoutleeuw

Overige dorpen en gehuchten: Booienhoven · Bos · Halle · Ossenweg

Belgische gemeenten · Arrondissement Leuven · Vlaams-Brabant · Vlaanderen